# Karabin Lee-Metford
Lee-Metford – karabin skonstruowany przez  Jamesa Parrisa Lee. Pierwszy karabin powtarzalny przyjęty do uzbrojenia armii brytyjskiej.

## Historia
W 1879 roku James Parris Lee opatentował swój pierwszy karabin powtarzalny z czterotaktowym zamkiem ślizgowo-obrotowym. Pomimo że później zaprojektował szereg innych karabinów (np. Lee M1895), to właśnie ten pierwszy karabin jest jego najsławniejszą konstrukcją.
Pierwszym producentem karabinu Lee był Remington. W zakładach tych wyprodukowano serię karabinów kalibru 11,43 mm oznaczonych jako Lee M1885 (Remington-Lee), które znalazły się na uzbrojeniu US Navy. US Army nie wyraziła zainteresowania nowym karabinem,, uznając za wystarczające dotychczas używane karabiny jednostrzałowe Springfield.
Niezrażony niepowodzeniem w USA konstruktor próbował zainteresować swoim karabinem armie europejskie. Kiedy w 1884 roku powołano w Wielkiej Brytanii komisję mającą wyłonić następcę karabinu Martini-Henry, wśród kandydatów znalazł się karabin Lee. Pierwszy testowany egzemplarz miał kaliber 10,21 mm i lufę zaprojektowaną przez Williama Ellisa Metforda. Karabin zasilany był z pięcionabojowego wymiennego magazynka.
W wyniku prób do dalszych testów wybrano karabin Lee, ale komisja zaleciła zmniejszenie kalibru broni. W 1888 roku odbyły się próby ostatecznej wersji zasilanej nabojem kalibru 7,7 × 56 mm R (.303 British), elaborowanym prochem czarnym. W tym samym roku rozpoczęto produkcję nowego karabinu, który otrzymał oznaczenie Magazine Rifle Mark I.
W 1891 roku nazwę karabinu zmieniono na Lee-Metford Magazine Rifle Mark I. W tym samym roku powstałą nowa wersja naboju .303 British elaborowana kordytem. Wprowadzenie nowej amunicji spowodowało, że gwałtownie spadła trwałość luf. Badania wykazały, że winę ponosi zastosowany przez Metforda kształt gwintu. W 1895 roku wprowadzono do uzbrojenia nowy karabin Lee-Enfield, różniący się od Lee-Metforda zastosowaniem nowej lufy opracowanej w Royal Small Arms Factory.
Pomimo wprowadzenia karabinu Lee-Enfield karabiny Lee-Metford były używane jeszcze na początku XX wieku. Karabiny Lee-Metford były używane bojowo przez armię brytyjską podczas wojen burskich.

## Wersje
- karabiny
  - Mark I – pierwsza wersja z magazynkiem o pojemności 8 naboi.
  - Mark I* – wersja Mark I z celownikiem zmodernizowanym w związku z wprowadzeniem nabojów elaborowanych kordytem.
  - Mark II – wersja z nowym dwurzędowym magazynkiem o pojemności 10 naboi, pozbawiona bezpiecznika nastawnego (uznano go za zbędny)
  - Mark II* – wersja Mark II z przywróconym bezpiecznikiem.
- karabinek – skrócona, kawaleryjska wersja karabinu Mark II, z sześcionabojowym magazynkiem. Rączkę zamkową załamano w dół, a jej gałkę spłaszczono. Modyfikacje umożliwiły przewożenie karabinka w olstrze przy siodle

## Opis
Karabin Lee-Metford Mk II* był indywidualną bronią powtarzalną. Zamek czterotaktowy, ślizgowo-obrotowy. Ryglowanie za pomocą dwóch rygli umieszczonych w tylnej części trzonu. Zasilanie ze wymiennego magazynka pudełkowego o pojemności dziesięciu naboi. Przyrządy celownicze składały się z muszki i celownika ramkowego o nastawach do 1829 m. Broń była wyposażona w bagnet.